# Jacana (soort)
De jacana (Jacana spinosa) is een vogel uit de familie Jacanidae (jacana's).

## Verspreiding en leefgebied
Deze soort komt voor in Midden-Amerika en er worden geen ondersoorten (meer) onderscheiden.

## Status
De grootte van de populatie is in 2019 geschat op 0,5-5 miljoen volwassen vogels. Op de Rode lijst van de IUCN heeft deze soort de status niet bedreigd.